# Chińska Republika Ludowa na Letnich Igrzyskach Olimpijskich 1984
Chińską Republikę Ludową na Letnich Igrzyskach Olimpijskich 1984 reprezentowało 216 sportowców, którzy zdobyli 32 medale, w tym 15 złotych.

## Zdobyte medale
| Medal                | Zawodnik | Konkurencja                                                |
| gimnastyka sportowa  | gimnastyka sportowa | gimnastyka sportowa                                        |
| -------------------- | --- | ---------------------------------------------------------- |
| Złoto                | Ma Yanhong | ćwiczenia na poręczach kobiet                              |
| Złoto                | Li Ning | ćwiczenia na podłodze mężczyzn                             |
| Złoto                | Li Ning | ćwiczenia na kółkach mężczyzn                              |
| Złoto                | Li Ning | ćwiczenia na koniu z łękami mężczyzn                       |
| Złoto                | Lou Yun | skok przez konia mężczyzn                                  |
| Srebro               | Li Ning | skok przez konia mężczyzn                                  |
| Srebro               | Lou Yun | ćwiczenia na podłodze mężczyzn                             |
| Srebro               | Tong Fei | ćwiczenia na drążku mężczyzn                               |
| Srebro               | Li Ning Lou Yun Tong Fei Xu Zhiqiang Li Xiaoping Li Yuejiu                                                                                            | wielobój drużynowy mężczyzn                                |
| Brąz                 | Ma Yanhong Wu Jiani Zhou Ping Zhou Qiurui Chen Yongyan Huang Qun                                                                                      | wielobój drużynowy kobiet                                  |
| Brąz                 | Li Ning | wielobój indywidualnie mężczyzn                            |
| koszykówka           | |                                                            |
| Brąz                 | Chen Yuefang Li Xiaoqin Ba Yan Song Xiaobo Qiu Chen Wang Jun Xiu Lijuan Zheng Haixia Cong Xuedi Zhang Hui Liu Qing Zhang Yueqin                       | turniej kobiet                                             |
| lekkoatletyka        | |                                                            |
| Brąz                 | Zhu Jianhua | skoki wzwyż mężczyzn                                       |
| łucznictwo           | |                                                            |
| Srebro               | Li Lingjuan | turniej indywidualny kobiet                                |
| piłka ręczna         | |                                                            |
| Brąz                 | Wu Xingjiang He Jianping Zhu Juefeng Zhang Weihong Gao Xiumin Wang Linwei Liu Liping Sun Xiulan Liu Yumei Li Lan Wang Mingxing Chen Zhen Zhang Peijun | turniej kobiet                                             |
| piłka siatkowa       | |                                                            |
| Złoto                | Lang Ping Liang Yan Zhu Ling Hou Yuzhu Yang Xilan Jiang Yingi Li Yanjun Yang Xiaojun Zheng Meizhu Zhang Rongfang                                      | turniej kobiet                                             |
| podnoszenie ciężarów | |                                                            |
| Złoto                | Zeng Guoqiang | -52 kg mężczyzn                                            |
| Złoto                | Wu Shude | -56 kg mężczyzn                                            |
| Złoto                | Chen Weiqiang | -60 kg mężczyzn                                            |
| Złoto                | Yao Jingyuan | -67,5 kg mężczyzn                                          |
| Srebro               | Zhou Peishun | -52 kg mężczyzn                                            |
| Srebro               | Lai Runming | -56 kg mężczyzn                                            |
| skoki do wody        | |                                                            |
| Złoto                | Zhou Jihong | skoki z platformy 10-metrowej kobiet                       |
| Srebro               | Tan Liangde | skoki z trampoliny 3-metrowej mężczyzn                     |
| Brąz                 | Li Kongzheng | skoki z platformy 10-metrowej mężczyzn                     |
| strzelectwo          | |                                                            |
| Złoto                | Xu Haifeng | pistolet dowolny 50 m mężczyzn                             |
| Złoto                | Wu Xiaoxuan | karabin małokalibrowy 3 postawy 50 m kobiet                |
| Złoto                | Li Yuwei | karabinek sportowy, strzelanie do ruchomej tarczy mężczyzn |
| Brąz                 | Huang Shiping | karabinek sportowy, strzelanie do ruchomej tarczy mężczyzn |
| Brąz                 | Wang Yifu | pistolet dowolny 50 m mężczyzn                             |
| Brąz                 | Wu Xiaoxuan | pistolet dowolny 50 m kobiet                               |
| szermierka           | |                                                            |
| Złoto                | Luan Jujie | floret indywidualnie kobiet                                |